# Hans-Friedrich Rosenfeld

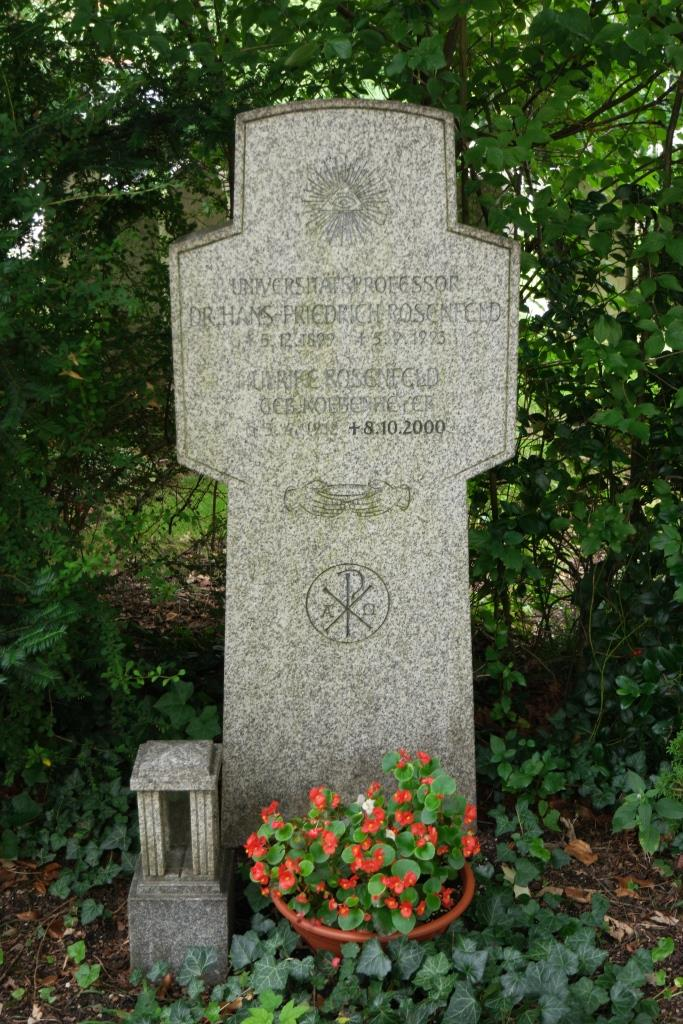
Tumba de Hans-Friedrich Rosenfeld en el cementerio de Munich-Solln

Hans-Friedrich Rosenfeld (Halberstadt, 5 de diciembre de 1899 - Múnich, 5 de septiembre de 1993) fue un profesor, germanista e intelectual alemán. 

## Biografía
Hans-Friedrich Rosenfeld estudió en las universidades de Universidad Johann Wolfgang Goethe, Friburgo y Berlín. En 1931 fue contratado como profesor de la Universidad de Berlín, para ocupar posteriormente cátedras en Finlandia de 1931 a 1937 y en la Universidad de Greifswald de 1937 a 1946. En 1935 y 1936, impulsó la candidatura del escritor nacionalsocialista Erwin Guido Kolbenheyer para el Premio Nobel de Literatura.
De 1948 a 1955, Rosenfeld fue responsable del Diccionario de Pomerania en la Academia Alemana de Ciencias. Desde 1955 fue profesor de estudios alemanes en la Universidad de Rostock y desde 1956 trabajó en la Universidad de Greifswald, donde se convirtió en director del instituto. Allí, por iniciativa del Partido Socialista Unificado de Alemania (SED), se le prohibió dar clase en 1958 por "actitud burguesa". Rosenfeld dejó la RDA; su sucesor en Greifswald fue Hans Jürgen Geerdts, quien fue patrocinado por los líderes del partido único. Rosenfeld pasó a una cátedra en Múnich, de la que se retiró en 1967.

## Premios
- Orden de la Rosa Blanca.